# Down Fall the Good Guys
Down Fall the Good Guys è il terzo album dei Wolfsbane. Grazie a questo album fecero da gruppo spalla degli Iron Maiden durante il tour mondiale di No Prayer for the Dying, e successivamente anche ai Guns N' Roses.

## Tracce
1. Smashed and Blind – 4:41
2. You Load Me Down – 3:02
3. Ezy – 3:38
4. Black Lagoon – 4:46
5. Broken Doll – 4:41
6. Twice as Mean – 4:38
7. Cathode Ray Clinic – 5:02
8. The Loveless – 3:58
9. After Midnight – 4:05
10. Temple of Rock – 2:48
11. Moonlight – 2:18
12. Dead at Last – 2:40